# Monoptongación
En lingüística histórica, una monoptongación es un cambio fonético consistente en que dos vocoides de timbres diferentes en contacto (uno de los cuales suele ser silábico y el otro no silábico) pasan a articularse como un único vocoide de timbre único (es decir, con formantes principales invariantes durante toda la duración del sonido).

## Lenguas romances
En la mayor parte de lenguas romances el diptongo latino AU pasó a /o/ (las únicas excepciones a esta regla son el galaico-portugués donde pasó a /ou/ u /oi/ y el occitano donde se conservó como /au/. Algunos ejemplos:
latín CAUSA > español cosa (port. coisa)
latín AURUM > español oro (port. ouro)
latín TAURUS > español toro (port. touro)

## Inglés
En el paso del inglés medio al inglés moderno ha ocurrido un número importante de monoptongaciones:
- El diptongo escrito como <au> o <aw> monoptongaron regularmente hacia /ɔː/ ("o" abierta larga).
- El monoptongo /aː/ usualmente escrito como <a> en sílaba no trabada ha pasado en inglés moderno a /eɪ/: make ing. med. [maːkə] > ing. mod. [meɪk] 'hacer'.
- El monoptongo /uː/ del antiguo anglosajón dio lugar en inglés moderno a /aʊ̯/: angl. hūs [huːs] > ing. med. house [hʊu̯s] > [haʊ̯s] ing. mod. 'casa'.

## Lenguas indoarias
- En hindi moderno los antiguos diptongos au y ai (reflejados en sánscrito y otras lenguas indoarias antiguas) han evolucionado a /ɔ/ y /ɛ/ respectivamente. Así los símbolos del alfabeto devanagari औ (sáns. au) y ऐ (sáns. ai) son los símbolos usados en hindi moderno para los dos vocales (semi)abiertas aludidas.